# Никульчино (Кировская область)
Никульчино — село Слободском районе Кировской области России. Входит в состав Шестаковского сельского поселения. Расположено на берегу Вятки. Наряду с Котельничем, одно из первых русских поселений на Вятской земле..
С 2012 современный статус (село).

## География
Деревня находится на севере центральной части области, в подзоне южной тайги, по берегу Вятки.

### Географическое положение
В радиусе трёх километров:
- д. Калаганы (↓ 0.3 км)
- д. Рожки (← 0.8 км)
- д. Шивали (↙ 1 км)
- д. Варначи (↗ 1.2 км)
- д. Бараны (← 1.6 км)
- д. Навалихины (↙ 1.8 км)
- д. Малахи (← 1.9 км)
- д. Колошины (↙ 2.4 км)
- д. Бабичи (↗ 2.4 км)
- мел. Сувориха (↖ ≈2.7 км)
- д. Суворовы (↖ 2.8 км)
- д. Бардаши (↙ 3 км)
- д. Ключи (← 3 км)

### Уличная сеть
Улицы села Никульчино
- Вознесенская улица
- Никулицкая улица
- Проселочная улица
- Троицкая улица
- Новгородская улица
- Рождественская улица

Также к селу относится территория сдт Виктория.

## Климат
Климат характеризуется как континентальный, с продолжительной холодной многоснежной зимой и умеренно тёплым летом. Среднегодовая температура — 1,5 °C. Средняя температура воздуха самого холодного месяца (января) составляет −14,2 °C (абсолютный минимум — −45 °С); самого тёплого месяца (июля) — 17,8 °C (абсолютный максимум — 35 °С). Безморозный период длится в течение 120—125 дней. Годовое количество атмосферных осадков — 550—600 мм, из которых около 70 % выпадает в тёплый период. Снежный покров устанавливается в конце октября и держится около шести месяцев.

## История
Никульчино (Никулицын) — одно из первых русских поселений на Вятской земле. Согласно «Повести о стране Вятской» оно было основано новгородцами 24 июля 1181 года на месте разрушенного ими Болванского городка — возможно, культового центра удмуртов.
Наиболее подробный рассказ об этом событии содержится в «Вятском летописце», называемом также «Повестью о стране Вятской» и известном во множестве списков. Ниже он приводится по Толстовскому списку, созданному около 1728 года:
И в лето 6682 отделишася отъ пределъ великаго Новаграда жители Новогородцы самовласцы дружиною своею и шедше плавяху въ судехъ на низъ по Волге реке и дошедше реки Камы и пребыша ту не колико время и поставиша по Каме реке градецъ малъ во обитании себе и слышаху о Вятке реке инъ же по ней живущихъ Чуди Остяковъ обладающихъ многими землями и угодьи, построиша окопи и воли земляныя кругъ жилищъ своихъ бьяшася на ходу Руси, а къ поселению потребны и угодны обладаютъ ими отъ техъ языкъ не тягостны. И отделишася половина техъ Новогородцовъ и идоша вверхъ по Каме реке да чусовсехъ местъ, а другая половина остася на Каме реке въ новопостроенномъ ихъ городке. Шедши же вверхъ по Каме реце и сшедше на гору на страну ону и дошедши реки Чепцы и внизъ по ней пловуще пленяюще Остяцкие жилища и окруженныя земляными валами ратию вземлюще и обладающе ими, и егда исплывше тое реку Чепцу внидоша въ великую реку Вятку и плывше по ней мало боле пяти верстъ и узревше на правой стороне на высокой прекрасной горе устроенъ градъ Чудской и земляныхъ валовъ окруженъ, отъ реки жъ Вятки ровъ глубокий отъ него жъ гругомъ земляного валу ископанымъ ровомъ обведенъ, называемъ Чудью Болванской городокъ иже и ныне нарицается Никулацыно по реке Никуличанке.
И видевше Новогородцы той градъ на прекрасной высокой горе возжелеше гатию взяти его и обещашася прародителемъ своимъ Российскимъ великимъ княземъ страстотерпцемъ Борису и Глебу и заповедаша всей дружней своей поститеся и ни ясти ни пити еже бы имъ получить той Болванской Чудской городокъ подъ обладание себе и ту селитву имети.

И приступивше къ тому граду вельми жестоко и сурову призываху на помощь святыхъ страстотерпцевъ Бориса и Глеба и глаголюще яко же иногда Новогородскому великому князю Александру Невскому даровали есте победу на сопротивныя Шведы за рекою Невою явистеся пловуще въ насаде, тако и ныне намъ способствуйте молитвами вашими и помощию всесилнаго въ Троицы славимаго Бога и преставителствомъ пресвятыя Богородицы и ходатайствомъ святыхъ страстотерпцовъ великихъ князей Бориса и Глеба той крепкий градъ взяша воинскимъ промысломъ въ лето 6689 5 месяца июля въ 24 день на память ихъ всероссийскихъ князей святыхъ страстотерпцовъ Бориса и Глеба и побиша ту множество Чуди и Остяковъ, а инии по лесамъ разбегошася, и по обещанию своему поставиша въ томъ граде церковь во имя святыхъ страстотерпцовъ Бориса и Глеба и нарекоша той градъ Никулицынъ.
Следует заметить, что это известие содержится и в других, ещё более древних источниках вятского летописания.
Из «Сказания о вятчанех» мы узнаём:
…И остася в том граде половина людей, а другая тех новгородцев поидоша с Камы реки в гору и приидоша вверх Чепцы реки и ту жиша немного лет и по сем поплыша тою рекою вниз из Чепцы в Вятку и по той реке Вятке вниз, и над тою рекою Вяткою на горах стоит чюдской городок их языком зовом Болванской. И в лето 6689-е (1181) июля в 24 день на память святых мученик Бориса и Глеба заповедаша они всему войску своему ни пити ни ясти дондеже Господь Бог поручит тот чюдской городок, и приступиша к тому городку и взяша его и побиша ту множество чюди и отяков, а инии разбегошася, и поставиша в том граде храм во имя святых мученик Бориса и Глеба, а граду има нарекоша Микулицын.
В «Летописце старых лет» содержится следующая информация:
В лето 6689 июля в 24 день от великаго Нова града жителие приидоша в страну земли Вятския и взяша рекомый град Болван яже ныне именуется Микулицыно.
Раскопки, проведённые на территории Никулицкого городища Л. П. Гуссаковским (конец 1950-х) и Л. Д. Макаровым (начало 1980-х), по мысли последнего, подтверждают сообщения этих источников и позволяют считать, что русская колонизация бассейна Средней Вятки, действительно, началась в конце XII — начале XIII веков.
Истории Никуличина и других русских поселений на Вятской земле посвящены работы А. А. Спицына, А. С. Верещагина, П. Н. Луппова, А. В. Эммаусского, Л. П. Гуссаковского, Л. Д. Макарова, В. В. Низова, Д. К. Уо, А. Л. Мусихина, прот. А. Балыбердина и других исследователей.
Законом Кировской области от 28.06.2012 № 178-ЗО деревня Никульчино преобразовано в село.

## Население
| 2010 |
| ---- |
| 23   |

## Религия
Согласно «Вятскому летописцу» новгородцы, основавшие град Никулицын, в скором времени основали также и град Хлынов (Вятку), впоследствии ставший главным городом Вятской земли. В память об этом событии первые вятчане установили крестный ход с образом святых Бориса и Глеба — «начальной вятской иконой», который является древнейшим крестным ходом на Вятской земле и поныне совершается дважды в год — 15 мая и 18 сентября — между сёлами Волково и Никульчино.
Известно, что до конца 1930-х гг. в Никульчино существовала каменная Покровская церковь с приделом святых князей Бориса и Глеба. В годы гонений этот храм был разрушен. В 2001 году на его месте была возведена новая деревянная Борисоглебская церковь, престольный праздник которой 6 августа (24 июля) с 2006 года неофициально отмечается как «День страны Вятской». С 2007 года село Никульчино также является местом проведения Никулицкого Молодёжного городка, объединяющего до 100 молодых прихожан из разных городов и сел Вятского края.

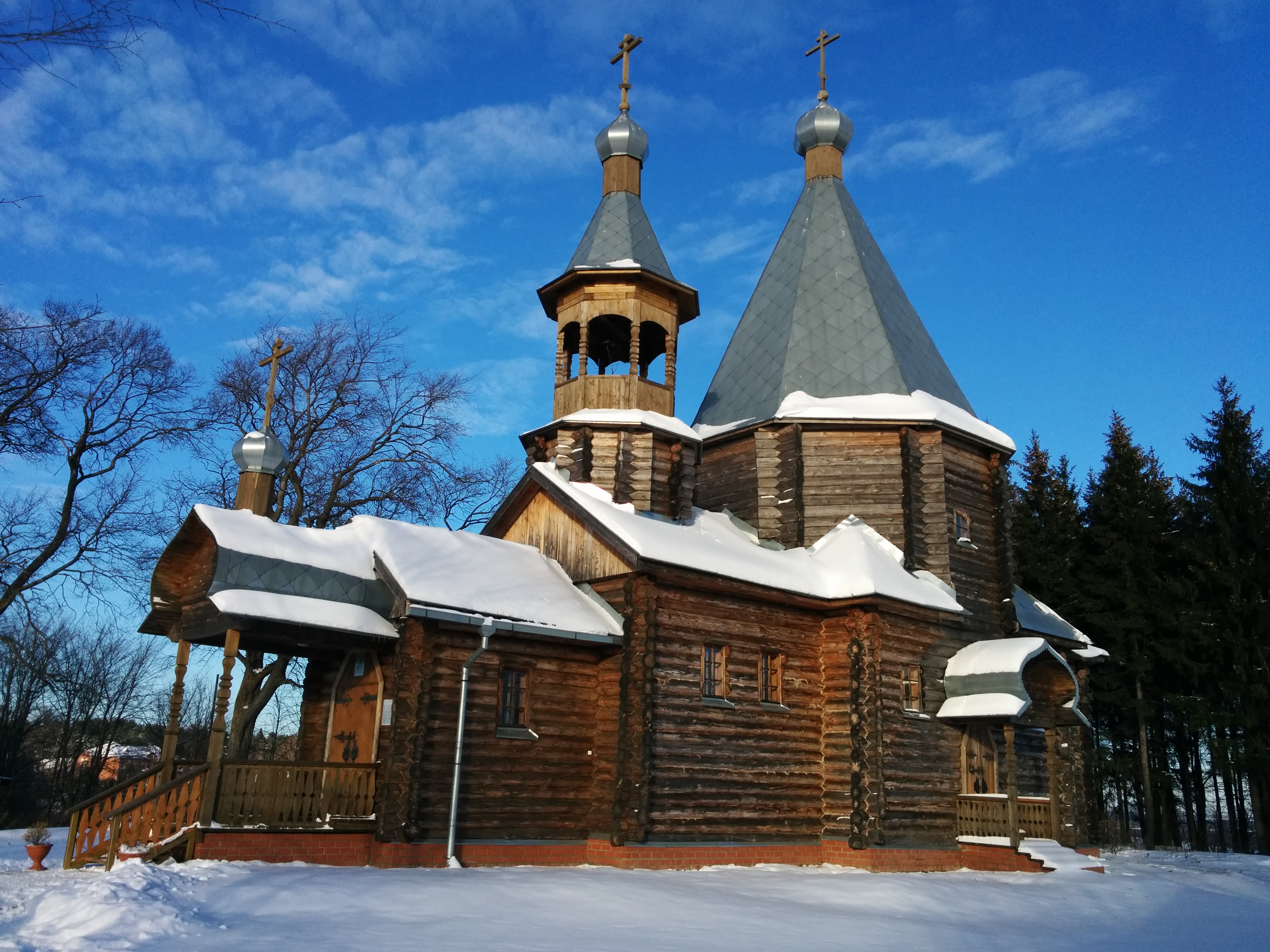
Церковь Бориса и Глеба села Никульчино
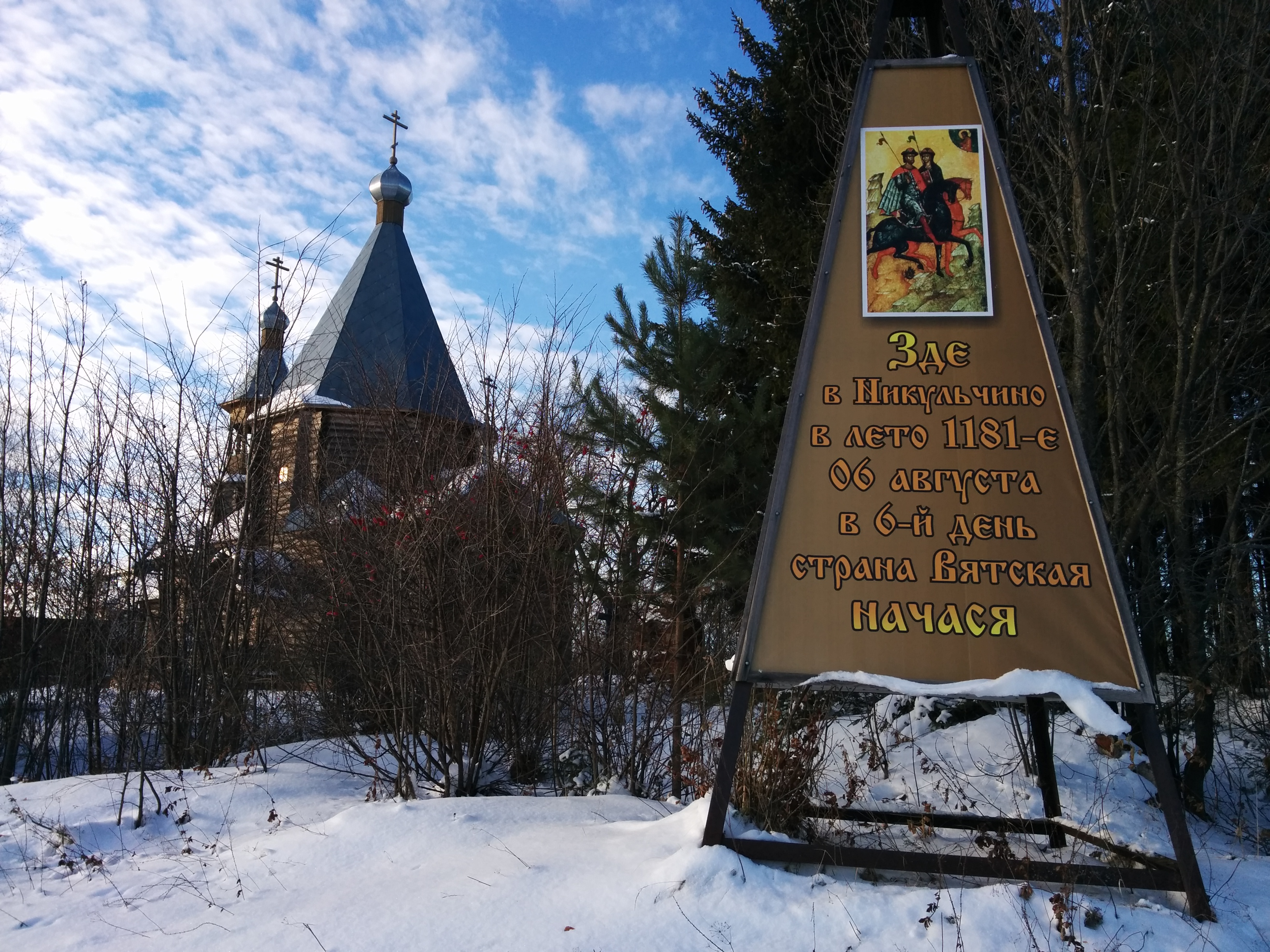
Монумент в честь основания первого вятского поселения в 1181 г. в Никульчино
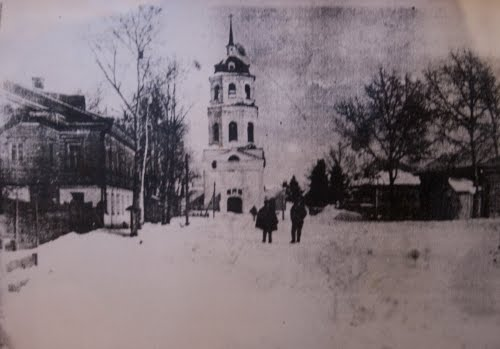
Церковь Покрова Пресвятой Богородицы в Никульчино, разрушенная в 1930-е гг.
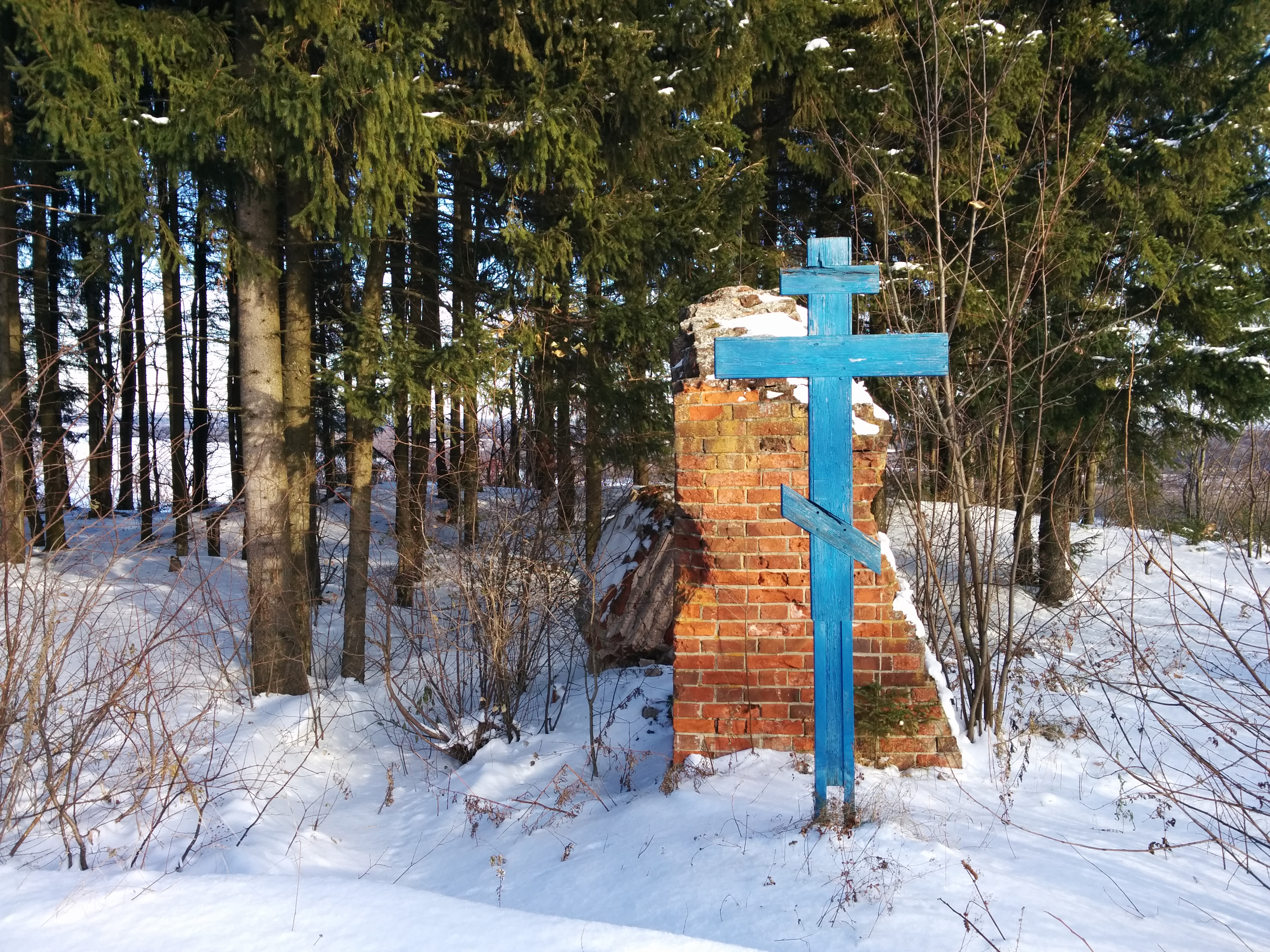
Руины церкви Покрова Пресвятой Богородицы в Никульчино